# 控岩
控岩（英語：Hikae Rock），是南極洲的岩石，位於毛德皇后地的奧拉夫王子海岸，處於拉庫達冰川以東1海里，長2公里，根據日本探險隊的測量和拍攝的空中照片繪入地圖，現時由南極條約體系管理。

## 外部連結
- 本条目引用的公有领域材料来自美国地质调查局的文档 《控岩》 （資料來自地名信息系统）。
- . . United States Geological Survey.   [2012-06-16].
- 本条目引用的公有领域材料来自美国地质调查局的文档《控岩》 （資料來自地名信息系统）。

68°0′S 43°58′E / 68.000°S 43.967°E